# Christian Stolz

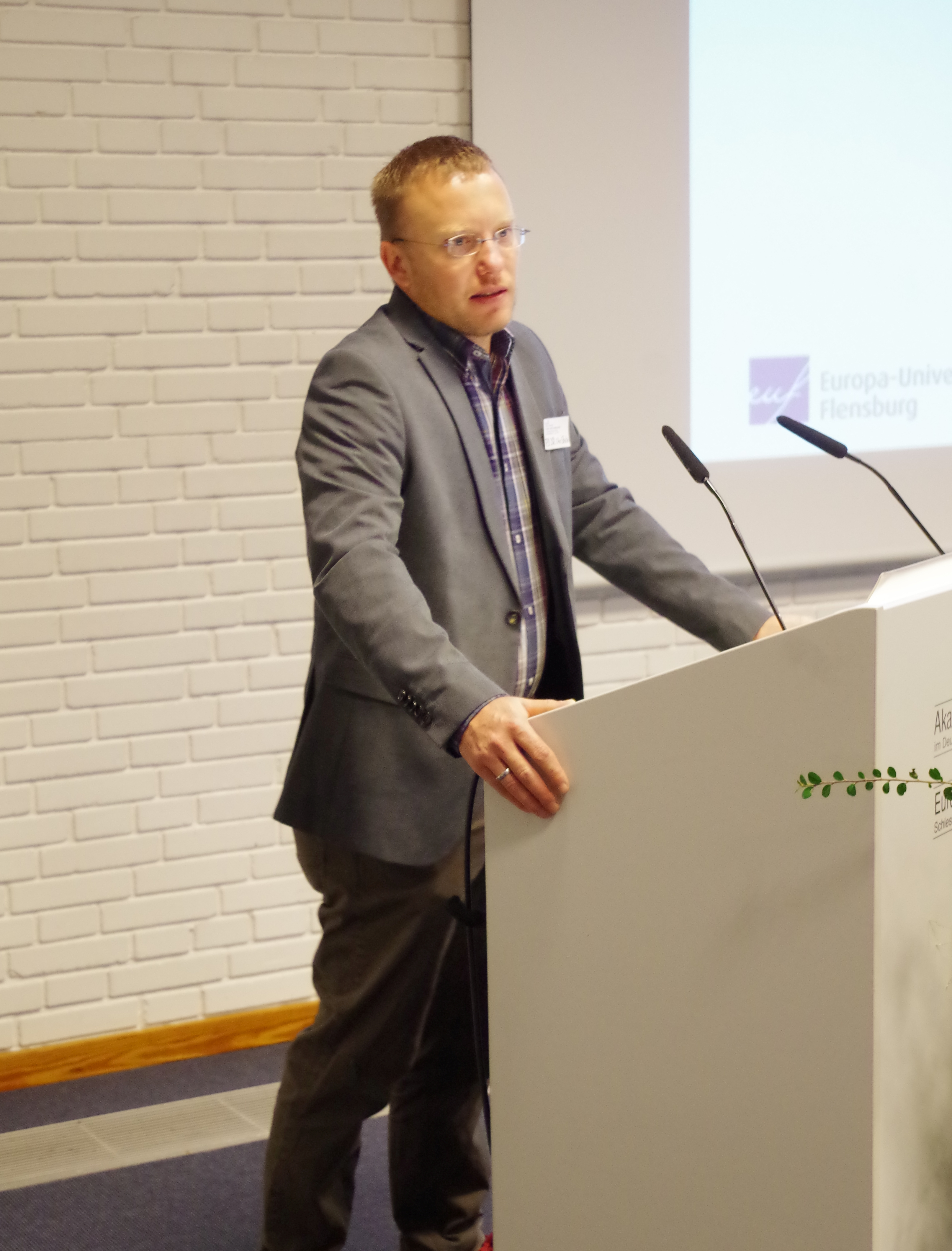
Prof. Dr. Christian Stolz 2018 in der Akademie Sankelmark

Christian Stolz (* 14. September 1977 in Bad Schwalbach) ist ein deutscher Geograph, Geomorphologe, Geoarchäologe und Hochschullehrer.

## Wissenschaftliche Laufbahn
Christian Stolz wuchs im Aarbergener Ortsteil Hausen über Aar im Rheingau-Taunus-Kreis auf und studierte Geographie, Botanik und Publizistik an der Johannes Gutenberg-Universität Mainz in Mainz.
Seit 2004 war er zunächst als Lehrbeauftragter, später als wissenschaftlicher Mitarbeiter an der Universität Mainz beschäftigt. 2005 promovierte er dort bei Jörg Grunert und Helmut Hildebrandt über historische Bodenerosionsprozesse und Gullyerosion im Taunus. 2011 folgte seine Habilitation zum Thema The reconstruction of Quaternary landscape history by floodplain deposits, colluvial sediments and periglacial cover-beds in the low mountain ranges of Rhineland-Palatinate, Hesse and the Saarland (western Germany).
Kurz darauf wechselte Stolz zunächst als wissenschaftlicher Mitarbeiter an die Europa-Universität Flensburg, wo er von 2015 bis 2017 die (schlussendlich nicht eingerichtete) Professur für Physische Geographie und ihre Didaktik vertrat. 2017 wurde er zum Akademischen Rat und 2019 zum außerplanmäßigen Professor ernannt.
Neben seiner Tätigkeit in Flensburg lehrte Stolz außerdem noch an den Universitäten in Mainz (Geographie; bis 2020) und Rostock (Umweltschutz und Landschaftsplanung; bis 2021). Im Wintersemester 2024/25 und Sommersemester 2025 hat er Lehraufträge im Fach Physische Geographie an der Universität Vechta inne. Seit 2013 ist er außerdem Dozent an der Akademie Sankelmark.
Von 2000 bis 2012 war er als freier Journalist für mehrere Tageszeitungen der Rhein-Main-Presse tätig. 2016, 2018 und 2019 unterhielt er Erasmus-Dozenturen im Fach Physische Geographie an der Maria-Curie-Skłodowska-Universität in Lublin (Polen) und 2025 an der Pavol-Jozef-Šafárik-Universität in Košice (Slowakei).
Seit 2015 ist er Sprecher des Deutschen Arbeitskreises Geoarchäologie.

## Forschung und Lehre
In der Hochschullehre ist Stolz seit 2004 tätig. Im Bereich der Forschung befasst er sich mit geomorphologischen, geoarchäologischen und historisch geographischen Fragestellungen in Mitteleuropa und Zentralasien, Hang- und Auensystemen, Binnendünen, Seen und Waldgeschichte, außerdem mit Landschaftsplanung und Naturschutz, geographischer Namensforschung und Geographie- und Exkursionsdidaktik. Zudem hat er sich mit Arbeiten zu den Verbrechen während der NS-Zeit in seinem Heimatort und zum Schienenverkehr im ländlichen Raum einen Namen gemacht. Er ist Autor von über 100 Veröffentlichungen und verfasste u. a. Lehrbücher zur Physischen Geographie (2025; UTB) und zur Exkursionsdidaktik (2018; UTB). Er ist zudem Herausgeber des ersten deutschsprachigen Lehrbuchs zur Geoarchäologie (2022; Springer-Verlag). Weiterhin ist er Initiator des phänologischen Klimagartens an der Europa-Universität Flensburg.
Er verfolgt einen Ost- und Ostmitteleuropaschwerpunkt und unternahm zahlreiche geographische Exkursionen mit Studenten u. a. in die Mongolei, nach Russland, Polen, in die Ukraine, die Slowakei, die Tschechische Republik, Ungarn, Rumänien, Kroatien, Serbien, Rumänien und in die Baltischen Staaten.